# Romeins Rituaal
Het Romeins Rituaal (Latijn: Rituale Romanum) is een liturgisch boek dat verschillende rituelen bevat die niet opgenomen zijn in het Missaal of het Brevier. Hiertoe behoren onder andere de bediening van de sacramenten - met uitzondering van de eucharistie - en het uitvoeren van exorcismen.
De eerste editie van het Romeins Rituaal dateert van 1614 toen de in verschillende ritualen vastgelegde riten in één boek werden gebundeld. Deze bleef tot 1952 ongewijzigd. Onder invloed van het Tweede Vaticaans Concilie werd het Romeins Rituaal in verschillende landen ook in de volkstaal vertaald. Inmiddels zijn er ook grote delen in het Nederlands verschenen onder de titel Liturgie van de sacramenten en andere kerkelijke vieringen.
In Vlaanderen bracht de Interdiocesane Commissie voor Liturgische Zielzorg (ICLZ) de volgende uitgaven uit:
- Orde van dienst voor de doop van volwassenen
- Orde van dienst voor de doop van kinderen op schoolleeftijd
- Orde van dienst voor het doopsel van kinderen
- Vormselviering met doopherdenking
  - uitgave voor de priester
  - volksuitgave
- Orde van dienst voor de ziekenliturgie
- Orde van dienst voor de boeteliturgie
- Orde van dienst voor de wijdingen en aanstellingen
- Orde van dienst voor de huwelijksliturgie
- Orde van dienst voor de uitvaartliturgie
- Orde van dienst voor de communie en de verering van de Eucharistie
- Orde van dienst voor de kerk- en altaarwijding
- Orde van dienst voor de chrismawijding
- Orde van dienst voor de religieuze professie
- Orde van dienst voor de maagdenwijding
- Orde van dienst voor de zegening van abt/abdis
- Orde van dienst voor de aanstelling van een pastoor
- Zegenen in het gezin